# Pamela Jelimo
Pamela Jelimo (ibland stavat Chelimo) , född den 5 december 1989, är en kenyansk friidrottare som huvudsakligen tävlar på 800 meter. 
Jelimos första tävling som senior kom vid Afrikanska mästerskapen 2008 där hon vann 800 meter på tiden 1:58,70. Senare samma år noterade hon ett nytt juniorvärldsrekord när hon sprang 800 meter på tiden 1:55,76. Tiden var även kenyanskt rekord och hon slog därmed Janeth Jepkosgei som hade det tidigare rekordet som hon noterade vid VM 2007 i Osaka.
Den 1 juni 2008 vid Golden League galan i Berlin slog hon Maria Mutolas afrikanska rekord på 800 meter när hon noterade 1:54,99. Tiden var den sjätte bästa genom alla tider och det snabbaste någon sprungit sedan 1989. Den 18 juli 2008 vid Golden League galan i Paris förbättrade hon sitt personliga rekord ytterligare till 1.54,97; emellertid var tiden inte ens den bästa tiden på 800 meter som noterats denna dag då ryskan Jelena Soboleva vid ryska mästerskapet sprang på 1.54,85. 
Jelimo deltog vid Olympiska sommarspelen 2008 i Peking och var där favorit till guldet eftersom Soboleva inte tilläts delta vid mästerskapet sedan hon åkt fast för doping. Jelimo noterade ett nytt personligt rekord i finalen med tiden 1.54,87 en tid som inte bara innebar att hon vann loppet utan även ännu ett nytt juniorvärldsrekord och afrikanskt rekord.
Tiden förbättrades den 29 augusti 2008 vid Weltklasse Zürich, då Jelimo ett tag hotade Jarmila Kratochvílovás "oslagbara" världsrekord (1.53,28), men landade till slut på tiden 1.54,01, den tredje bästa genom alla tider (och även det juniorvärldsrekord).
Jelimos fantastiska säsong 2008 kröntes 5 september med att hon även vann den sjätte och sista deltävlingen i Golden League, Memorial Van Damme, i Bryssel, Belgien. Tiden 1.55,16 var inte det viktigaste denna gång, men det faktum att Jelimo var ensam om att vinna alla deltävlingarna i denna friidrottens elitdivision, något som renderade kenyanskan en nätt prissumma på $ 1 000 000.
Under 2009 lyckades hon inte alls följa upp sina meriter från året innan. Inför VM 2009 i Berlin hade hon bara sprungit på 1.59,49. I semifinalen vid VM bröt hon loppet efter en skada.
Hon gjorde en comeback 2012 då hon vann 800 meter vid inomhusvärldsmästerskapen i friidrott i Istanbul och kom fyra på 800 meter vid OS i London. Hennes fjärdeplats i London korrigerades 2017 till en tredjeplats och därmed bronsmedalj, sedan ryskan Marija Savinova diskvalificerats för doping.